# Margaret Caroline Anderson
Margaret Caroline Anderson (Indianápolis, Estados Unidos, 24 de noviembre de 1886-Le Cannet, Francia, 18 de octubre de 1973), también conocida como Margaret Anderson, fue la estadounidense fundadora, editora y redactora de la influyente revista de arte y literatura The Little Review, que publicó una colección de autores estadounidenses, ingleses e irlandeses entre 1914 y 1929. La publicación es especialmente notoria por introducir a muchos prominentes escritores del siglo XX, como Ezra Pound o T. S. Eliot en los Estados Unidos y la publicación de los primeros capítulos de la entonces inédita novela de James Joyce Ulysses.

## Biografía
Anderson nació en Indianápolis, Indiana. Fue la mayor de las tres hijas de Arthur Aubrey Anderson y Jessie (Shortridge) Anderson. Se graduó en el instituto de Anderson, Indiana, en 1903, y cursó dos años de "junior preparatory" en el Western College for Women en Oxford, Ohio. 
Tras intentar forjarse una carrera como pianista, en otoño de 1908 dejó su casa por Chicago, donde trabajó en un semanario religioso, The Continent, haciendo reseñas bibliográficas, antes de unirse a The Dial. En 1913 ya era crítica literaria del Chicago Evening Post.
Fue fundadora, editora y redactora de la influyente revista de arte y literatura The Little Review, que publicó una colección de autores estadounidenses, ingleses e irlandeses entre 1914 y 1929.
En 1916, Anderson conoció a Jean Heap que se unió a ella como coeditora de The Little Review. Fueron amigas y socias comerciales (y durante algunos años también amantes). En 1917 trasladaron la revista a Nueva York.
Su revista fue especialmente relevante por haber dado a conocer a destacados escritores del siglo XX, como Ezra Pound, T. S. Eliot,  Hart Crane, Ernest Hemingway, James Joyce y William Butler Yeats. La poeta más publicada de la revista fue la dadaísta de Nueva York Elsa von Freytag-Loringhoven en los Estados Unidos. Otros destacados colaboradores fueron: Sherwood Anderson, André Breton, Jean Cocteau, Malcolm Cowley, Marcel Duchamp, Ford Madox Ford, Emma Goldman, Vachel Lindsay, Amy Lowell, Francis Picabia, Carl Sandburg, Gertrude Stein, Wallace Stevens, Arthur Waley y William Carlos Williams. Llegaron a publicar una edición con doce páginas en blanco para protestar por la carencia de obras nuevas e interesantes.
La revista también es reconocida por haber publicado en primicia, entre 1918 y 1920, los primeros capítulos de la novela de James Joyce Ulysses, entonces aún inédita. Fue perseguida por subversiva, multada en 1921 y obligada a cerrar, si bien siguió editando la revista 11 años más.
En 1924, Anderson se trasladó a París acompañada por su amante la soprano Georgette Leblanc. Allí continuó su labor de coeditora de The Little Review , junto a su amiga y socia Jane Heap, hasta el cierre de la revista en 1929.  
Sus escritos posteriores incluyen su autobiografía en tres volúmenes, compuesta por Mis treinta años de guerra (1930), Las fuentes ardientes (1951) y La extraña necesidad (1962). The Little Review Anthology (en español, La antología de The Little Review) fue publicada en 1953. En 1996 se publicó una obra de ficción de Anderson titulada Forbidden Fires.  
Murió debido a un enfisema en 1973 en la localidad francesa de Le Canet.

## Reconocimientos
En 2006, Margaret Anderson y Jane Heap fueron añadidas en el Gay and Lesbian Hall of Fame de Chicago.